# Observatori de Sonneberg
L'observatori de Sonneberg (Sternwarte Sonneberg en alemany) és un observatori astronòmic situat en Sonneberg a la regió de Turíngia a Alemanya, amb el codi de la UAI número 31.
Va ser fundat en 1925 per Cuno Hoffmeister i va ser la seu de l'Acadèmia de Ciències durant l'existència de la República Democràtica Alemanya.
L’Observatori de Sonneberg té al museu d’astronomia una de les col·leccions de plaques fotogràfiques més grans del món.